# Oleksij Kolomijtschenko
Oleksij Sydorowytsch Kolomijtschenko (ukrainisch Олексій Сидорович Коломійченко, russisch Алексей Сидорович Коломийченко Alexei Sidorowitsch Kolomijtschenko; * 18. Märzjul. / 30. März 1898greg. in Schpola, Gouvernement Kiew, Russisches Kaiserreich; † 17. September 1974 in Kiew, Ukrainische SSR) war ein ukrainischer Otorhinolaryngologe und Hochschullehrer.

## Leben
Oleksij Kolomijtschenko kam in Schpola in der heute ukrainischen Oblast Tscherkassy als jüngerer Bruder des späteren Chirurgen Mychajlo Kolomijtschenko (Олексій Михайло Коломійченко; 1892–1973) zur Welt. Dort besuchte er die Schule und machte am Ersten Ukrainischen Gymnasium sein Abitur.

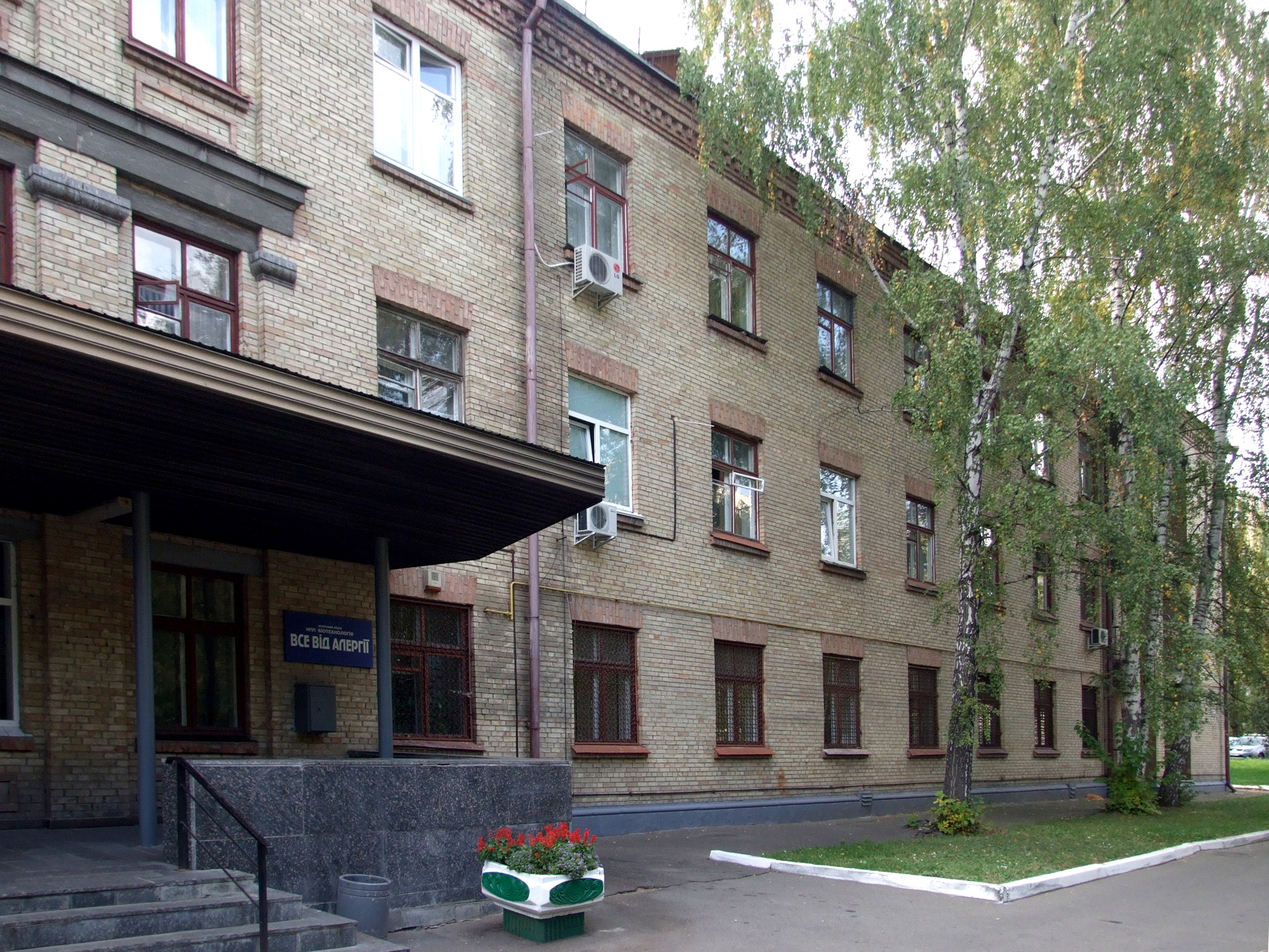
Institut für Hals-, Nasen-, Ohrenheilkunde, in dem Kolomijtschenko von 1960 bis 1974 tätig war

Er begann 1919 ein Studium an der rechtswissenschaftlichen Fakultät der Universität Kiew, wechselte aber nach einem Monat an die medizinische Fakultät der gleichen Universität, der heutigen nach O. O. Bohomolez benannten Nationalen Medizinischen Universität. Nach seinem Studienabschluss verblieb er für kurze Zeit an der Chirurgischen Abteilung des Instituts und wechselte dann als interner Ausbilder an das Bezirkskrankenhaus von Isjaslaw im damaligen Okrug Schepetiwka.  Von 1928 an war er am Kiewer Institut für fortgeschrittene Ärzte beschäftigt und zwischen 1944 und 1966 leitete er die Abteilung für Otolaryngologie des Instituts für Ärzteweiterbildung. Am 7. Juni 1960 wurde auf seine Initiative hin in Kiew das heute nach ihm benannte Institut für HNO-Heilkunde gegründet, dessen erster Direktor er wurde und an dem er bis an sein Lebensende tätig war.
Kolomijtschenko leistete einen wesentlichen Beitrag zur Entwicklung des Tonsillenproblems, zur Diagnose und Behandlung von Hörstörungen, entzündlichen Prozessen des Mittelohrs und intrakraniellen Komplikationen.
Kolomijtschenko bildete 16 Ärzte und 40 Kandidaten der medizinischen Wissenschaften aus und verfasste 200 wissenschaftliche Arbeiten, darunter acht Monographien.
Auch wenn er in der Sowjetunion eine hohe Position bekleidete, lehnte er zeitlebens ab, der Kommunistischen Partei beizutreten.
Er starb 76-jährig in Kiew und wurde dort auf dem Baikowe-Friedhof bestattet.

## Ehrungen und Mitgliedschaften
Oleksij Kolomijtschenko erhielt zahlreiche Ehrungen. Darunter:
- Leninpreis (1964) für die Entwicklung und Implementierung von Hörgeräten für die Sekundäroperation bei Otosklerose[3]
- 2× den Orden des Roten Banners der Arbeit[1]
- Seit 1967[1] korrespondierendes Mitglied der Nationalen Akademie der Wissenschaften der Ukraine[5]
- Das Institut für HNO-Heilkunde trägt seinen Namen und beinhaltet ein Museum zu seinem Leben und Werk[3]
- 1976 wurde das Bezirkskrankenhaus seiner Geburtsstadt nach ihm und seinem Bruder Mychajlo benannt und ihnen zu Ehren ein Denkmal errichtet.[1]
- Am 5. Dezember 2018 gab die Nationalbank der Ukraine zu seinem Gedenken eine 2-Hrywnja-Silbermünze heraus.[6]